# Paranapiacaba dorsoplagiata
Paranapiacaba dorsoplagiata es una especie de insecto coleóptero de la familia Chrysomelidae.
Fue descrita científicamente en 1967 por Jacoby.